# Paktalos
Paktalos eller Pactolus (Πακτωλός), også kaldet Chrysorrhoas (Χρυσορρόας), den moderne Sart Çayı (Sardis-floden), er en flod nær den ægæiske kyst i Tyrkiet. Floden udspringer fra Tmolusbjerget, løber gennem ruinerne af den antikke by Sardis og munder ud i Gedizfloden, det antikke Hermus.
Pactolus indeholdt engang elektrum, der var grundlaget for økonomien i den antikke stat Lydien, som brugte den naturligt forekommende legering af guld og sølv til at præge de første mønter under Lydiens Alyattes.
Ifølge en myte blev floden Paktalos  forvandlet til guld af guden Midas.